# Simulador de voo

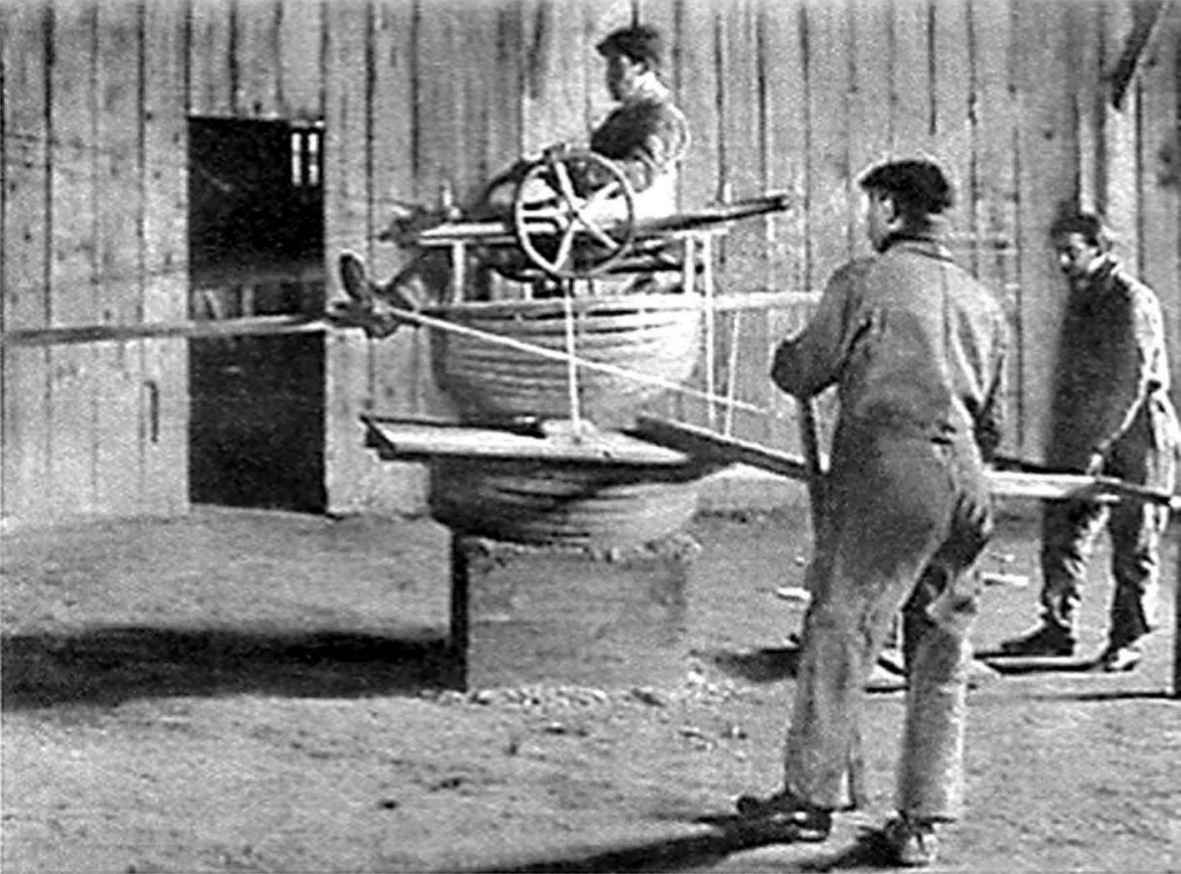
Simulador de voo Antoinette de 1909.

Um simulador de voo é um sistema de aparelhos ou um software que recria artificialmente aeronaves voo e o ambiente em que voa, para treinamento de pilotos, design ou outros fins. Inclui a replicação das equações que governam como as aeronaves voam, como elas reagem às aplicações dos controles de voo, aos efeitos de outros sistemas de aeronaves e como a aeronave reage a fatores externos, como densidade do ar, turbulência, cisalhamento do vento, nuvem, precipitação, etc. A simulação de voo é usada por várias razões, incluindo treinamento de voo (principalmente de pilotos), o design e desenvolvimento da própria aeronave e pesquisa sobre as características da aeronave e as qualidades de controle.
Existem duas categorias de simuladores: os profissionais e os amadores. Os amadores vêm apenas com softwares específicos para computadores pessoais. Dentre os amadores, os mais famosos são o Microsoft Flight Simulator, o X-Plane e o Flight Gear.

## Simuladores profissionais

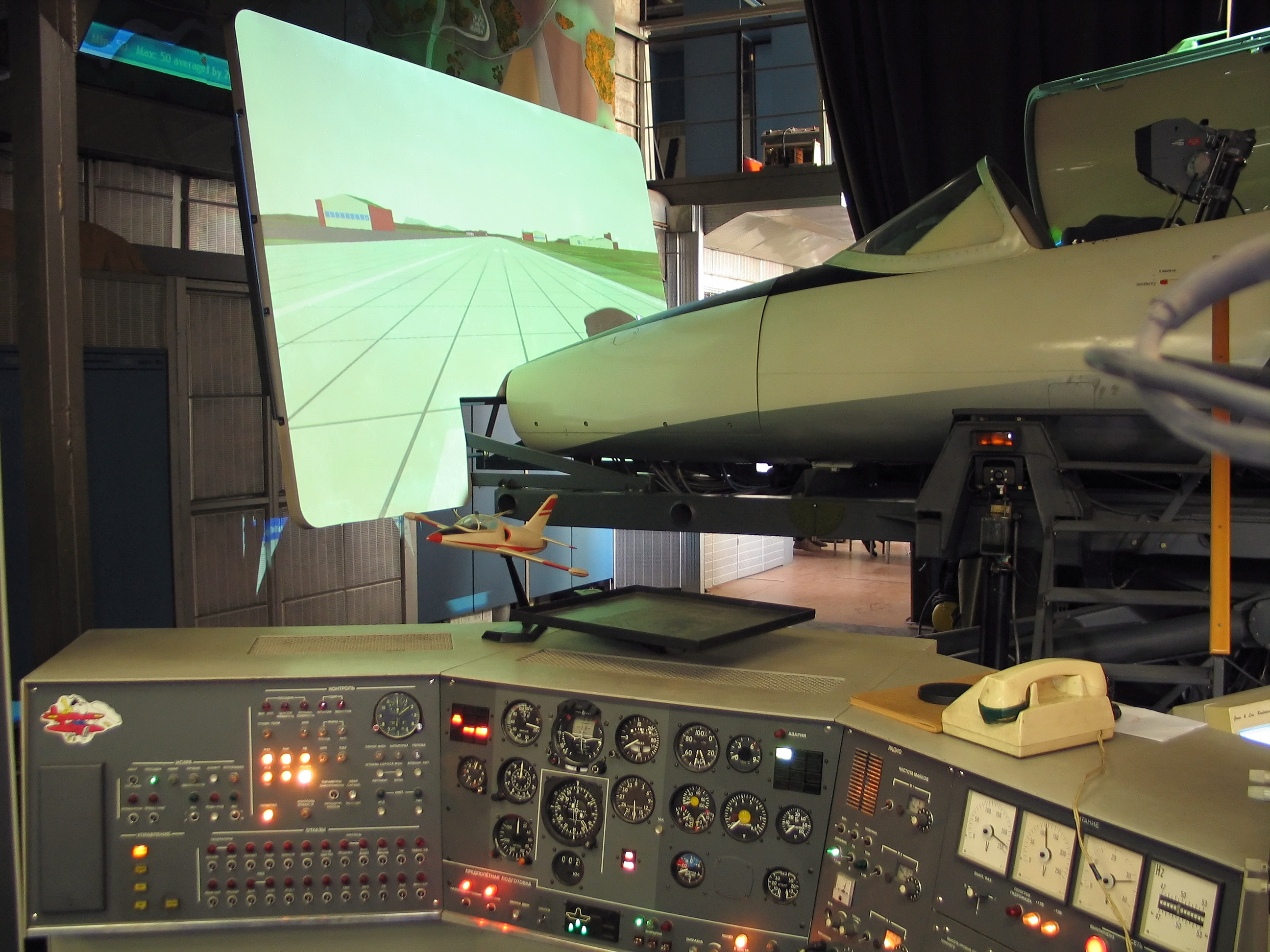
Simulador de voo profissional TL39, de origem tcheca

Os simuladores profissionais são aparelhos complexos com sistemas de actuadores hidráulicos ou eléctricos para recriar os movimentos de uma aeronave durante o seu voo. Servem como um instrumento de ensino, treinamento, e em alguns casos ajudam às autoridades a investigar as causas de acidentes aéreos.
Os simuladores de voo são dispositivos de que ajudam o treinamento de tripulação de bordo. Sua função também é de redução de custos com manutenção, desgastes e reciclagem de pilotos em situações normais e adversas como treinamento de condições criticas.
Seu uso possibilita economia de até 1/8 do custo da hora de uma aeronave.
Os simuladores são divididos em categorias por exemplo:
CPT - Treinador de Procedimentos de Cabine
FNPT - Treinador de Procedimentos de Cabine e Navegação Aérea
Simuladores Parciais, que podem incluir sistema de movimento, controle de comandos (Control Loading), e Sistemas Visuais.
FFS - Full Flight Simulator, que são simuladores completos, que simulam o voo IFR e VFR bem como reproduz o mundo virtual da aérea a ser treinada com imagens de satélite e objetos 3D. Sistema de movimento com alto grau de realismo. São divididos em níveis de detalhes técnicos como A,B, C e D.

## Simuladores amadores

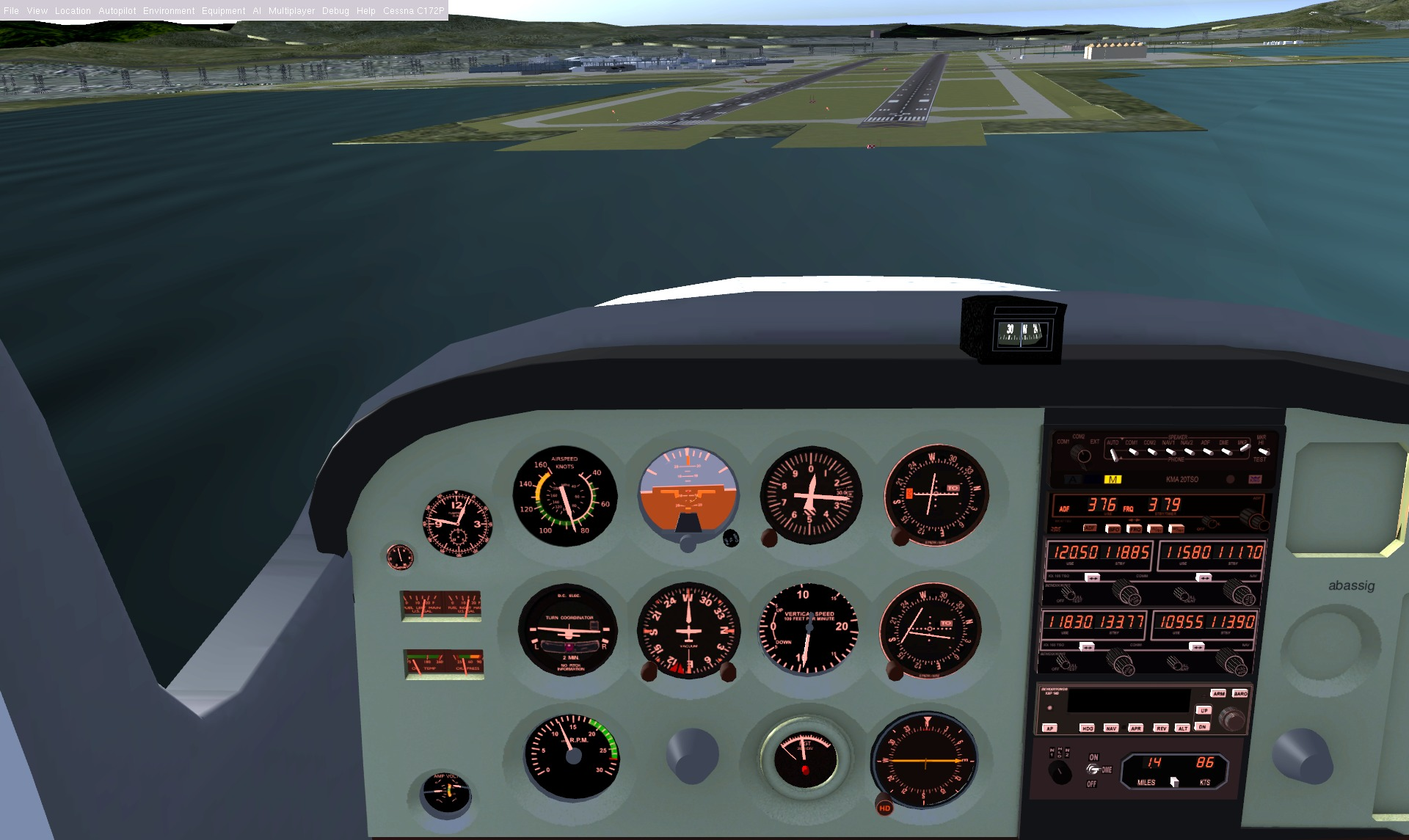
Simulador de voo amador FlightGear, distribuído
gratuitamente sob a licença GNU.

Embora sejam considerados como simuladores por muitas pessoas, os simuladores amadores em sua grande maioria não são homologados para tal função, e não possuem os itens básicos de um simulador de voo (vide a lista no artigo Microsoft Flight Simulator).
Embora possam muitas vezes ensinar noções de voo reais, e até servir como treinamento básico, não substituem de forma alguma o treinamento em simuladores profissionais. As mais famosas séries de simuladores recreativos são: Microsoft Flight Simulator, FlightGear e X-Plane.